# Leninogorsk, Nga

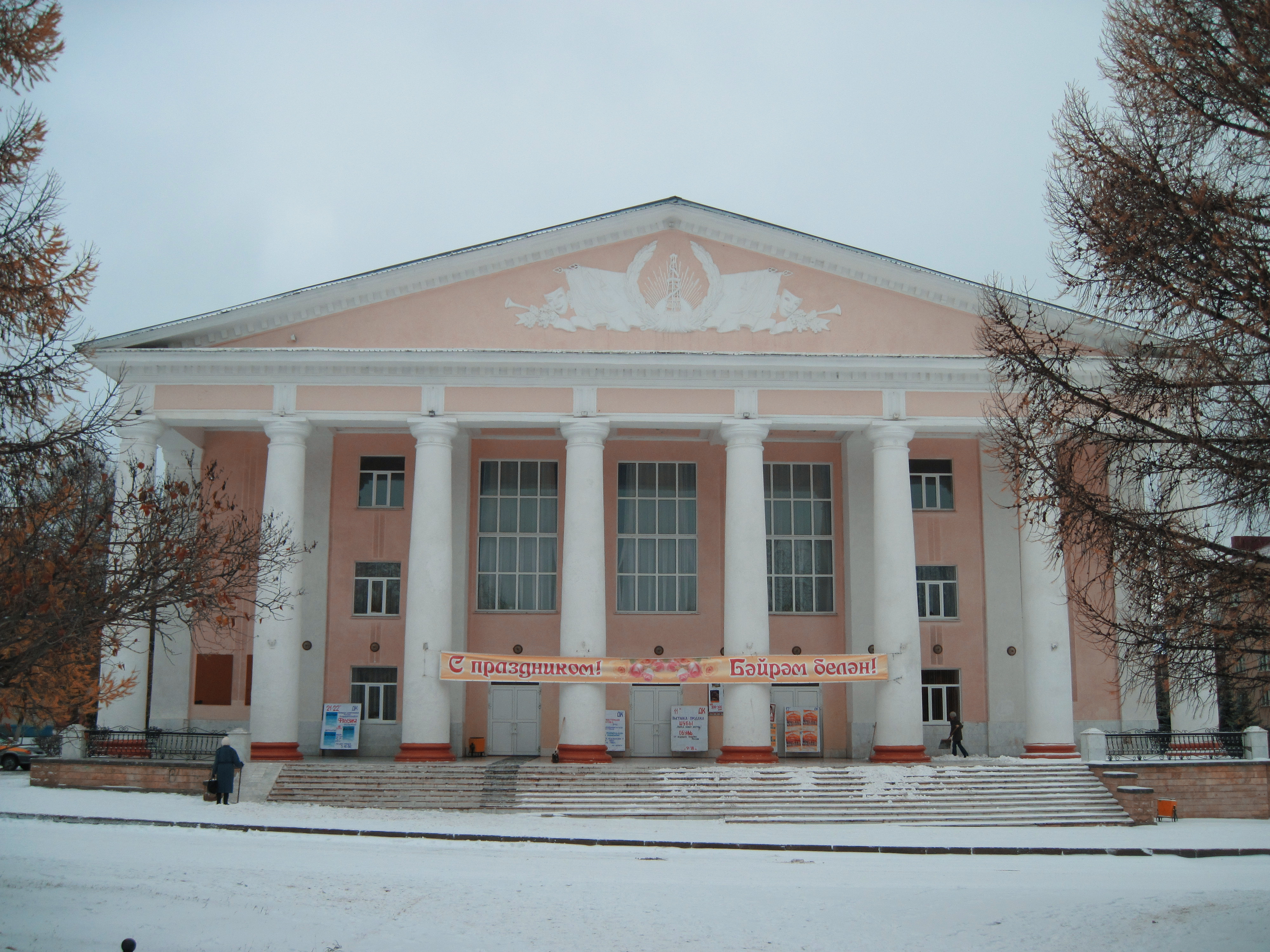
Cung văn hóa ở Leninogorsk

Leninogorsk (tiếng Nga: Лениного́рск; tiếng Tatar: Лениногорск, đã Latinh hoá: Leninogorsk) là một thành phố Nga. Thành phố này thuộc chủ thể Cộng hòa Tatarstan. Thành phố có cự ly 322 km về đông nam Kazan. Thành phố có dân số 65.592 người (theo điều tra dân số năm 2002). Đây là thành phố lớn thứ 241 của Nga theo dân số năm 2002. Dân số qua các thời kỳ: 64,145 (Điều tra dân số 2010); 65,592 (Điều tra dân số 2002); 62,093 (Điều tra dân số năm 1989).